# Kowon
Kowon (Hán Việt: Cao Nguyên) là một huyện của tỉnh Hamgyong Nam tại Cộng hòa Dân chủ Nhân dân Triều Tiên. Huyện nằm ở phần cực nam của tỉnh. Đỉnh núi cao nhất là Palbongsan. Phần phía tây của huyện có địa hình cao và đồi núi, trong khi phần phí tây là một đồng bằng trũng. Các sông suối chính là sông Chontan (전탄강), sông Tokchi (덕지강), Sabakchon (사박천), và Kuryongchon (구룡천). 54% diện tích của huyện là đất rừng. Khí hậu mang tính lục địa, chịu ảnh hướng của gió phơn từ các ngọn núi, khiến cho Kowon là một trong những vùng ấm của tỉnh.
Nông nghiệp là ngành kinh tế chủ đạo. Trồng hoa quản và chăn nuôi hay trồng dâu nuôi tằm cũng phát triển trên địa bàn. Huyện có tài nguyên đá vôi, và các ngành khai mỏ, sản xuất vật liệu xây dựng. Các tuyến đườn sắt đi qua địa phận huyện là tuyến Pyongra, tuyến Kangwon và tuyến Changdong.
Năm 2008, dân số toàn Huyện Kowon là 94.963 người (44.531 nam và 50.432 nữ), trong đó, dân cư đô thị là 43.916 người (46,2%) còn dân cư nông thôn là 51.047 người (53,8%).